# پنتازنیوم
پنتازنیوم (به انگلیسی: Pentazenium) با فرمول شیمیایی N+
۵ یک ترکیب شیمیایی است. که جرم مولی آن ۱۳۶٫۲۴ g/mol  می‌باشد.
N三N—N三N—N
ساختار ملکولی آن میباشد که البته دارای یک بار مثبت است.